# وسائل الإنتاج
وسائل الإنتاج هو مصطلح يشير في الفلسفة السياسية إلى الأصول والموارد الضرورية عمومًا، والتي تمكن المجتمع من الانخراط في الإنتاج. وفي حين أن الموارد الدقيقة التي يشملها المصطلح قد تختلف، فمن المتفق عليه على نطاق واسع أنها تشمل عوامل الإنتاج الكلاسيكية (الأرض والعمالة ورأس المال) بالإضافة إلى البنية الأساسية العامة والسلع الرأسمالية اللازمة لإعادة إنتاج مستويات مستقرة من الإنتاجية. ويمكن أيضًا استخدامه كاختصار «لوسائل الإنتاج والتوزيع» والتي تشمل أيضًا التوزيع اللوجستي وتسليم المنتجات من خلال الموزعين؛ أو كاختصار «لوسائل الإنتاج والتوزيع والتبادل» والتي تشمل أيضًا تبادل المنتجات الموزعة، عمومًا للمستهلكين.
يستخدم الباحثون في مجالات مختلفة من الدراسة - بما في ذلك السياسة والاقتصاد وعلم الاجتماع - مفهوم «وسائل الإنتاج» لمناقشة العلاقة بين أي شيء يمكن أن يكون له استخدام إنتاجي، وملكيته، والأجزاء الاجتماعية المكونة اللازمة لإنتاجه.

## الإنتاج الصناعي
من منظور الشركة، تستخدم الشركة سلعها الرأسمالية، والتي تُعرف أيضًا بالأصول الملموسة لأنها مادية بطبيعتها. يجري تحويل السلع غير المكتملة إلى منتجات وخدمات من خلال عملية الإنتاج. حتى لو لم يجري تداول السلع الرأسمالية في السوق كسلع استهلاكية، يمكن تقييمها طالما أن السلع الرأسمالية هي سلع منتجة، وهي مطلوبة للإنتاج. وتشكل القيم الإجمالية للسلع الرأسمالية القيمة الرأسمالية.
وسائل الإنتاج الاجتماعية هي السلع الرأسمالية والأصول التي تتطلب جهد عمل جماعي منظم للعمل عليها، على عكس الجهد الفردي. وتعد ملكية وتنظيم وسائل الإنتاج الاجتماعية عاملًا رئيسيًا في تصنيف وتحديد أنواع مختلفة من الأنظمة الاقتصادية.
تشمل وسائل الإنتاج فئتين كبيرتين من الأمور: أدوات العمل (الأدوات والمصانع والبنية الأساسية وما إلى ذلك) ومواضيع العمل (الموارد الطبيعية والمواد الخام). ويعمل الناس على مواضيع العمل باستخدام أدوات العمل لإنشاء منتج؛ أو بعبارة أخرى، فإن العمل الذي يحدث على وسائل الإنتاج يخلق سلعة. وفي المجتمع الزراعي تكون الوسيلة الأساسية للإنتاج هي التربة والمجرفة. وفي المجتمع الصناعي تصبح وسائل الإنتاج وسائل إنتاج اجتماعية وتشمل المصانع والمناجم.

## إنتاج المعرفة
في اقتصاد المعرفة يعد التعلم والبحث والتطوير والابتكار والأفكار والإبداع وسائل إنتاج «المعرفة»؛ وتعد الاتصالات مثل الكتب والمقالات ومقاطع الفيديو المنتشرة ماديًا ورقميًا عبر الإنترنت وسيلة لتوزيع «المعرفة». وبمعنى واسع تشمل «وسائل الإنتاج» أيضًا «وسائل التوزيع» مثل المتاجر والإنترنت ووسائل التوزيع (رأس المال الأساسي).

## الإهلاك
قد تنخفض قيمة وسائل إنتاج الشركة، مما يعني أن هناك خسارة في القيمة الاقتصادية للسلع الرأسمالية أو الأصول الملموسة (مثل الآلات ومعدات المصانع) بسبب التآكل والقِدم. ويُعرف هذا باسم إهلاك السلع الرأسمالية.

## الماركسية ونظرية الطبقة الماركسية
إن تحليل التطور التكنولوجي لوسائل الإنتاج وكيفية امتلاكها يشكل عنصرًا أساسيًا في الإطار النظري الماركسي للمادية التاريخية وفي نقد ماركس للاقتصاد السياسي، وفي وقت لاحق في الاقتصاد الماركسي.
في عمل ماركس والتطورات اللاحقة في النظرية الماركسية تستند عملية التطور الاجتماعي الاقتصادي إلى فرضية التحسينات التكنولوجية في وسائل الإنتاج. ومع تحسن مستوى التكنولوجيا فيما يتعلق بالقدرات الإنتاجية، تصبح أشكال العلاقات الاجتماعية القائمة فائضة وغير ضرورية حيث يتناقض تقدم التكنولوجيا المتكاملة داخل وسائل الإنتاج مع التنظيم القائم للمجتمع واقتصاده.
إن الكفاءة المتزايدة لوسائل الإنتاج من خلال إنشاء وتكييف التقنيات الجديدة بمرور الوقت تميل إلى إعادة ترتيب هياكل السوق المحلية والعالمية، وهذا يؤدي إلى تعطيل مجموعات الربح الحالية، وخلق إمكانية التأثير الاقتصادي الهائل. كما يمكن أن تؤدي التقنيات التخريبية إلى خفض قيمة أشكال مختلفة من قوة العمل، حتى نقطة جعل قوة العمل البشرية غير قادرة على المنافسة اقتصاديًا في تطبيقات معينة، مما يمكن أن يؤدي إلى توسيع فجوة التفاوت في الدخل.
وفقًا لماركس فإن التوتر المتصاعد بين الطبقة العليا والطبقة الدنيا هو نتيجة رئيسية للتقانة التي تقلل من قيمة قوة العمل والتأثير المتناقض الذي تخلفه وسائل الإنتاج المتطورة على الأنظمة الاجتماعية والاقتصادية القائمة. ويعتقد ماركس أن التفاوت المتزايد بين الطبقتين العليا والدنيا يعمل كمحفز رئيسي للصراعات الطبقية، والتي تتطور إلى نقطة حيث يصبح نمط الإنتاج الحالي غير قابل للاستمرار، إما أن ينهار أو تجري الإطاحة به في ثورة اجتماعية، وعند هذه النقطة يجري حل العلاقة المتناقضة بين التقدم التكنولوجي وقيمة قوة العمل من خلال ظهور نمط إنتاج جديد قائم على مجموعة مختلفة من العلاقات الاجتماعية بما في ذلك أنماط مختلفة من ملكية وسائل الإنتاج.
ملكية وسائل الإنتاج والسيطرة على المنتج الفائض الناتج عن تشغيلها هو العامل الأساسي في تحديد أنماط الإنتاج المختلفة. ويجري تعريف الرأسمالية على أنها الملكية الخاصة والسيطرة على وسائل الإنتاج، حيث يصبح المنتج الفائض مصدرًا للدخل غير المكتسب لأصحابه. وفي ظل هذا النظام يتولى الأفراد أو المنظمات الساعية إلى الربح غالبية الأنشطة الاقتصادية. ومع ذلك لا تشير الرأسمالية إلى أن جميع وسائل الإنتاج المادية مملوكة للقطاع الخاص حيث أن الاقتصادات الجزئية مملوكة للقطاع العام.
وعلى النقيض من ذلك، يجري تعريف الاشتراكية على أنها ملكية اجتماعية لوسائل الإنتاج بحيث يعود الفائض من المنتج إلى المجتمع ككل.

### محدد الطبقة
نظرية ماركس للطبقة تحدد الطبقات من خلال علاقتها بملكيتها وسيطرتها على وسائل الإنتاج. في المجتمع الرأسمالي البرجوازية، أو الطبقة الرأسمالية، هي الطبقة التي تمتلك وسائل الإنتاج وتحصل على دخل سلبي من تشغيلها. وتشمل أمثلة الطبقة الرأسمالية أصحاب الأعمال والمساهمين والأقلية من الناس الذين يمتلكون المصانع والآلات والأراضي. وتشمل البلدان التي تعتبر دولًا رأسمالية أستراليا وكندا والولايات المتحدة ودول أخرى تتمتع باقتصاد السوق الحرة. وفي المجتمع الحديث يعتبر أصحاب الأعمال الصغيرة ومساهمي الأقلية وغيرهم من الرأسماليين الأصغر حجمًا من البرجوازية الصغيرة وفقًا لنظرية ماركس، والتي تختلف عن البرجوازية والبروليتاريا حيث يمكنهم شراء عمل الآخرين ولكنهم يعملون أيضًا جنبًا إلى جنب مع الموظفين.
على النقيض من ذلك تتألف البروليتاريا، أو الطبقة العاملة، من غالبية السكان الذين يفتقرون الوصول إلى وسائل الإنتاج وبالتالي يجري حثهم على بيع قوة عملهم مقابل أجر أو راتب للحصول على الضروريات والسلع والخدمات.
وفقًا لماركس تعتبر الأجور والرواتب بمثابة ثمن قوة العمل، فيما يتعلق بساعات العمل أو المخرجات التي تنتجها قوة العمل. وعلى مستوى الشركة لا يتحكم الموظف في وسائل الإنتاج ولا يمتلكها في نمط الإنتاج الرأسمالي. بدلًا من ذلك يؤدي الموظف واجبات محددة بموجب عقد عمل، ويعمل مقابل أجر أو راتب. أما بالنسبة للشركات والمنظمات الساعية إلى الربح فمن منظور اقتصاد الموظفين، لتحقيق أقصى قدر من الكفاءة والإنتاجية يجب أن يكون هناك توازن بين أسواق العمل وأسواق المنتجات. وفي ممارسات الموارد البشرية يميل هيكل التعويض إلى التحول نحو مكافأة الأداء أو الأجر الحافز بدلًا من الراتب الأساسي لجذب العمال المناسبين، حتى لو كان هناك تضارب في المصالح في علاقة صاحب العمل والعامل.
في الإجابة عن السؤال حول سبب وجود الطبقات في المجتمعات البشرية في المقام الأول، قدم كارل ماركس تفسيرًا تاريخيًا وعلميًا مفاده أن الممارسة الثقافية المتمثلة في ملكية وسائل الإنتاج هي التي أدت إلى ظهور الطبقات. ويختلف هذا التفسير بشكل كبير عن التفسيرات الأخرى القائمة على «الاختلافات في القدرات» بين الأفراد أو على الانتماءات الدينية أو السياسية التي أدت إلى ظهور الطبقات. ويتفق هذا التفسير مع الجزء الأكبر من النظرية الماركسية التي ترى أن السياسة والدين مجرد نتاج (بنية فوقية) للواقع الاقتصادي الأساسي الكامن وراء شعب ما.